# Ridleyandra kerrii
Ridleyandra kerrii är en tvåhjärtbladig växtart som beskrevs av A. Weber. Ridleyandra kerrii ingår i släktet Ridleyandra och familjen Gesneriaceae. Inga underarter finns listade i Catalogue of Life.